# Vagator
Vagator är en strandort i talukan (ungefär kommun) Bardez i norra Goa i Indien. Byn är kuperad med fickor av regnskog och med villor längs gatorna, med några högre hus, avsedda för boende för turister.

## Samhället
Gatorna är mestadels mycket smala, men är huvudsakligen asfalterade numera. Vägar som leder till Vagator kommer från grannbyarna Anjuna, Assagao och Chapora.
Närmaste järnvägsstation ligger i Thivim, 15 km inåt landet och närmaste flygplats (Dabolim) ligger 50 km söderut (bilväg). Längs gatorna är kokospalmer mycket vanliga och bougainvillea finns i stort antal. Mangoträd och bananplantor finns det också gott om. Fågellivet är mycket rikt med till exempel biätare, papegojor, kungsfiskare, örnar och en stor population påfåglar. Ormar och ödlor förekommer, en flock hulmanbladapor ses emellanåt bland träden, på murar eller tak. Piggsvin kan ses om natten med en ficklampas hjälp. Mungon är ovanlig, men förekommer.
Fortet Chapora ligger på en höjd precis söder om byn. Därifrån kan Vagators stränder, floden Chapora, södra delen av talukan Pernem och byarna Vagator och Chapora ses.
Stränderna finns i olika storlekar och utformningar.
Vagator är populärt bland turister, men har skonats från den hårda exploateringen som charterturism innebär. Största attraktionen är stränderna som kantar byn. Svarta höga lavaklippor finns på spridda platser vid strandlinjen. I Vagator och i dess omgivningar finns ett ständigt ökat antal populära ställen, såsom Hill top, Anjuna flea market m m. India bike week, som är Indiens största motorcykel-evenemang går av stapeln i januari i Vagator.

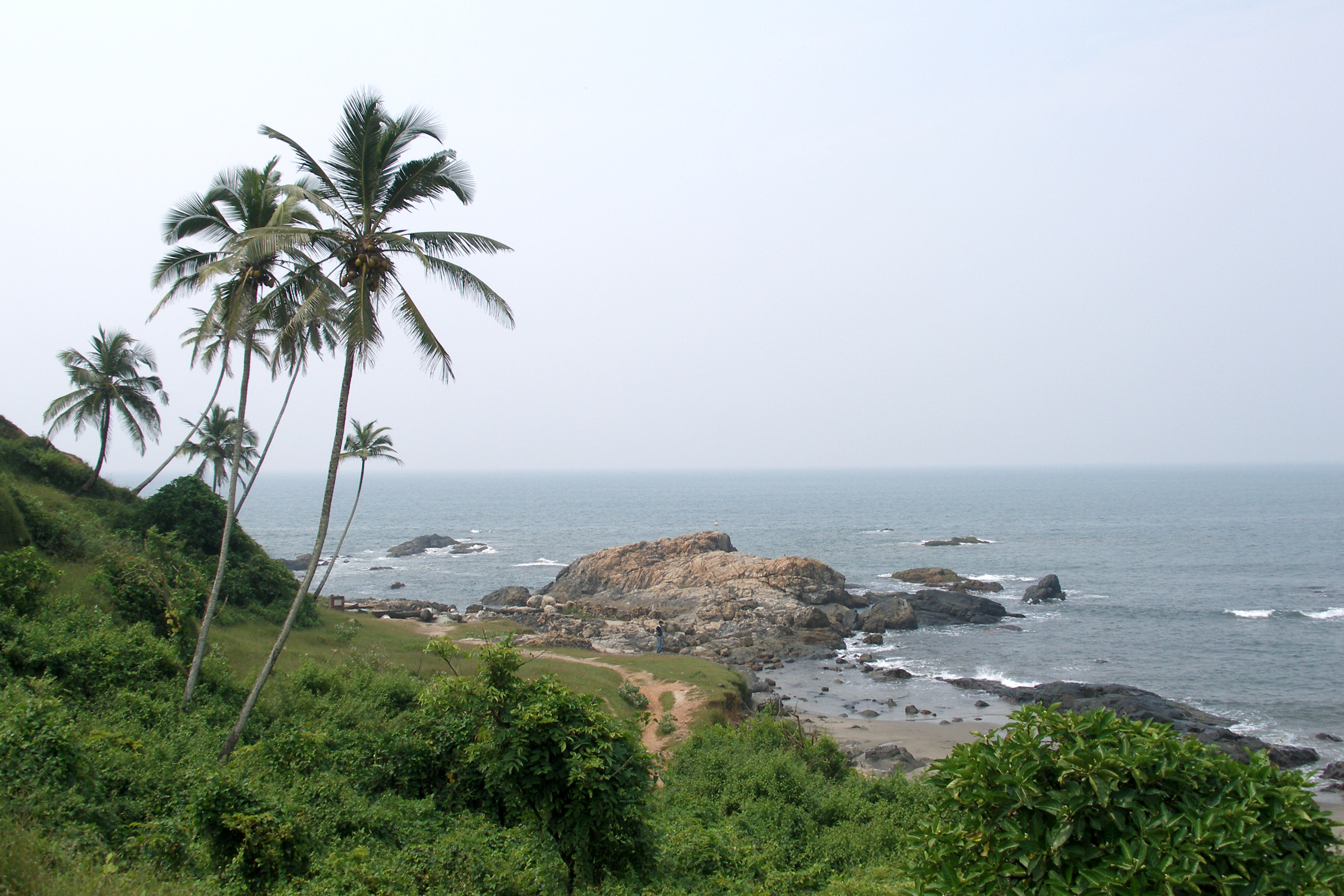
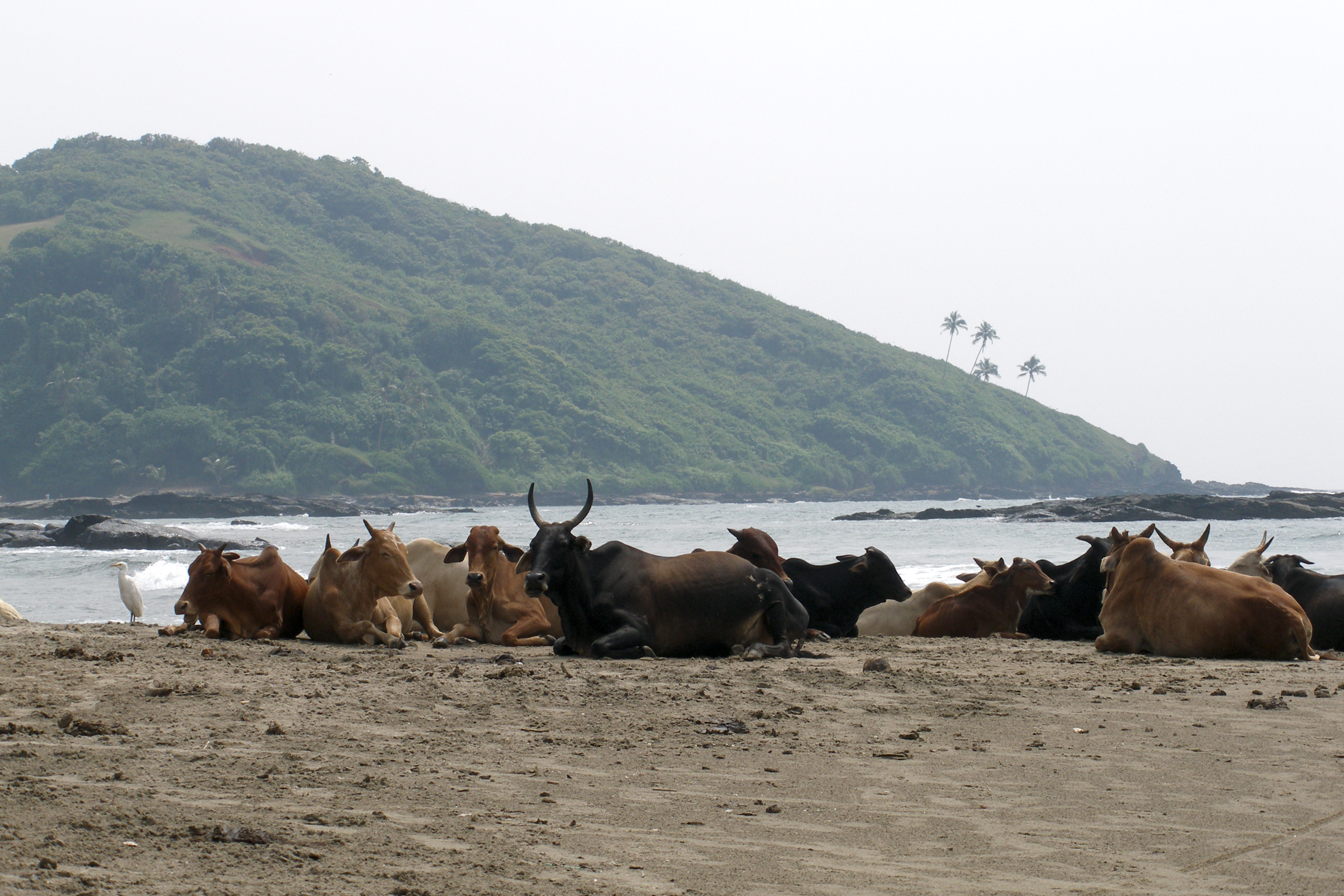
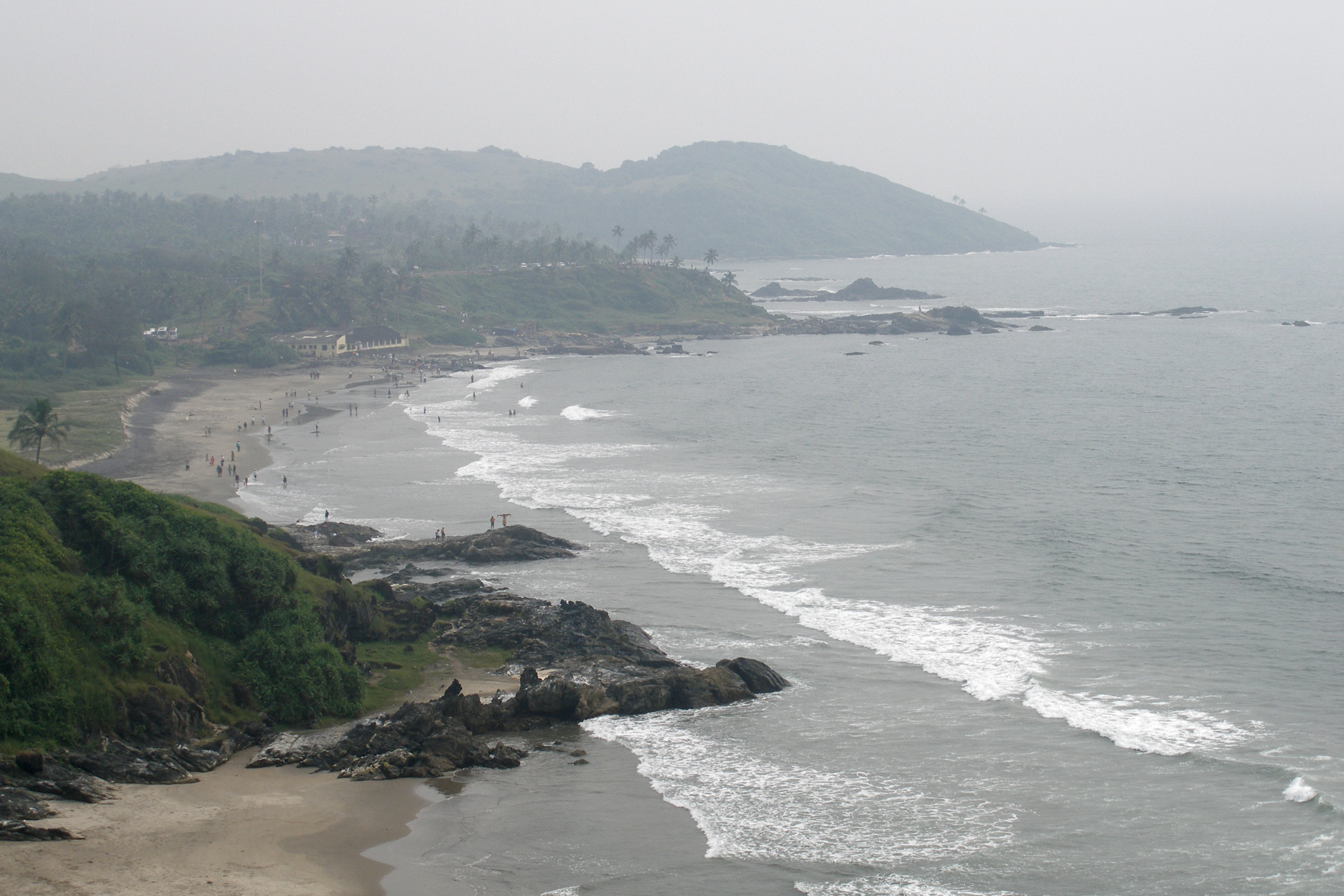